# چشمه چپقلی

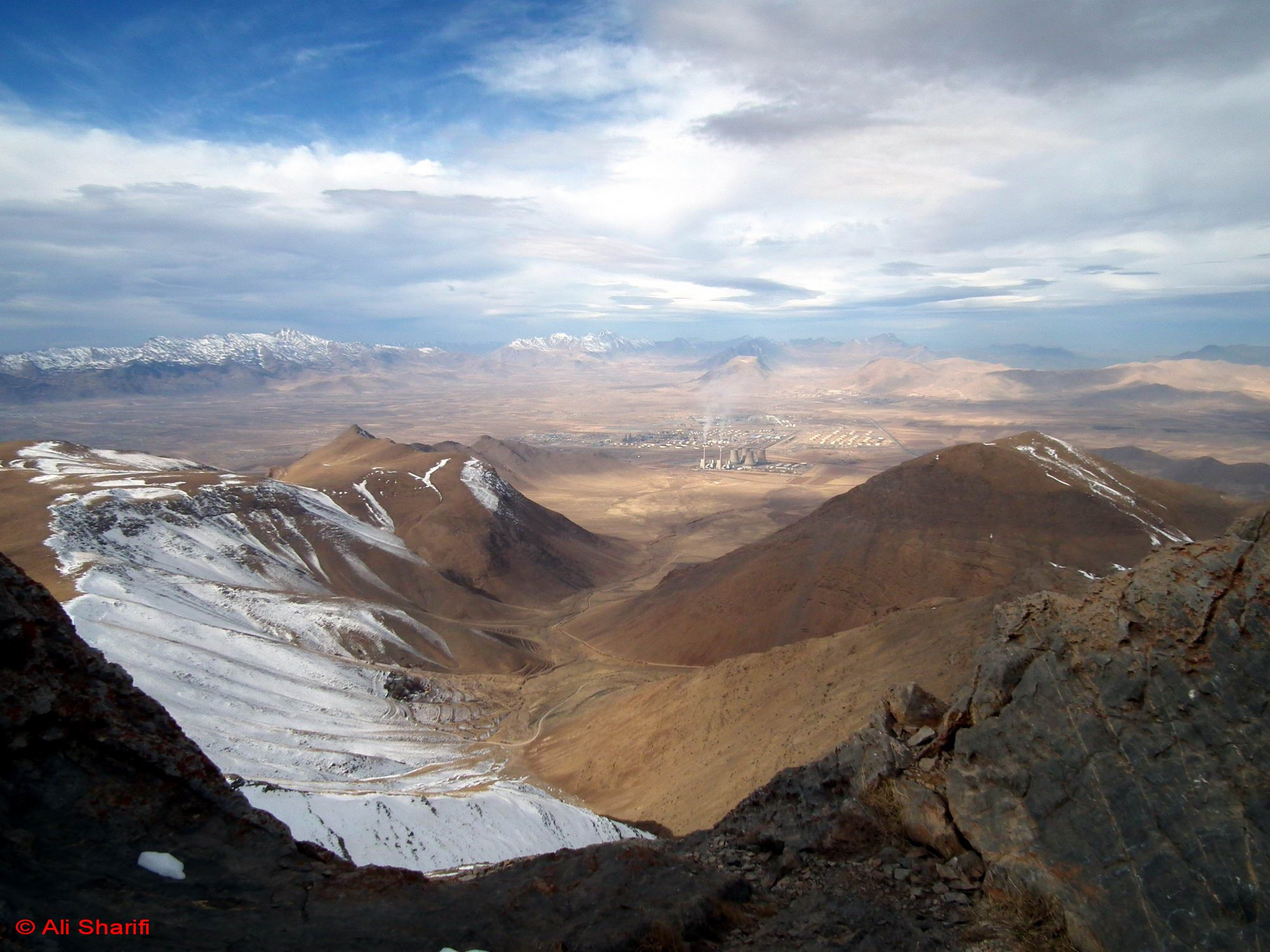
چشمهٔ چپقلی از فراز سفیدخانی

چشمه چپقلی چشمه‌ای در نزدیکی شهر اراک واقع در استان مرکزی است.

## موقعیت
این چشمه در ۱۴ کیلومتری خروجی جنوب‌ غربی شهر اراک و در دامنه‌های رشته کوه سفیدخانی قرار دارد.
راه دسترسی به چشمه از طریق روستای رباط میل میباشد

## ویژگی‌های منطقه
منطقه قرارگیری چشمه دارای ۴۰ تا ۵۰ گونه گیاهی مرتعی نظیر آویشن، درمنه، استپا، گون، قدومه، گل آروانه، جووحشی، مرزنجوش و شیرسگ است و یکی از رویشگاه‌های لاله‌های واژگون در فصل بهار نیز هست.
در منطقه‌ای که چشمه در آن واقع شده‌است پارک جنگلی دست کاشت وجود دارد. پارک جنگلی چپقلی از شرق به رشته کوه‌های میران و سفیدپی از غرب به کوه‌های کلاغ‌نشان و قدمگاه، از شمال به دشت شازند و خطوط لوله نفت و از جنوب به کوه‌های تخت بزرگ و قالیخانی منتهی می‌شود.

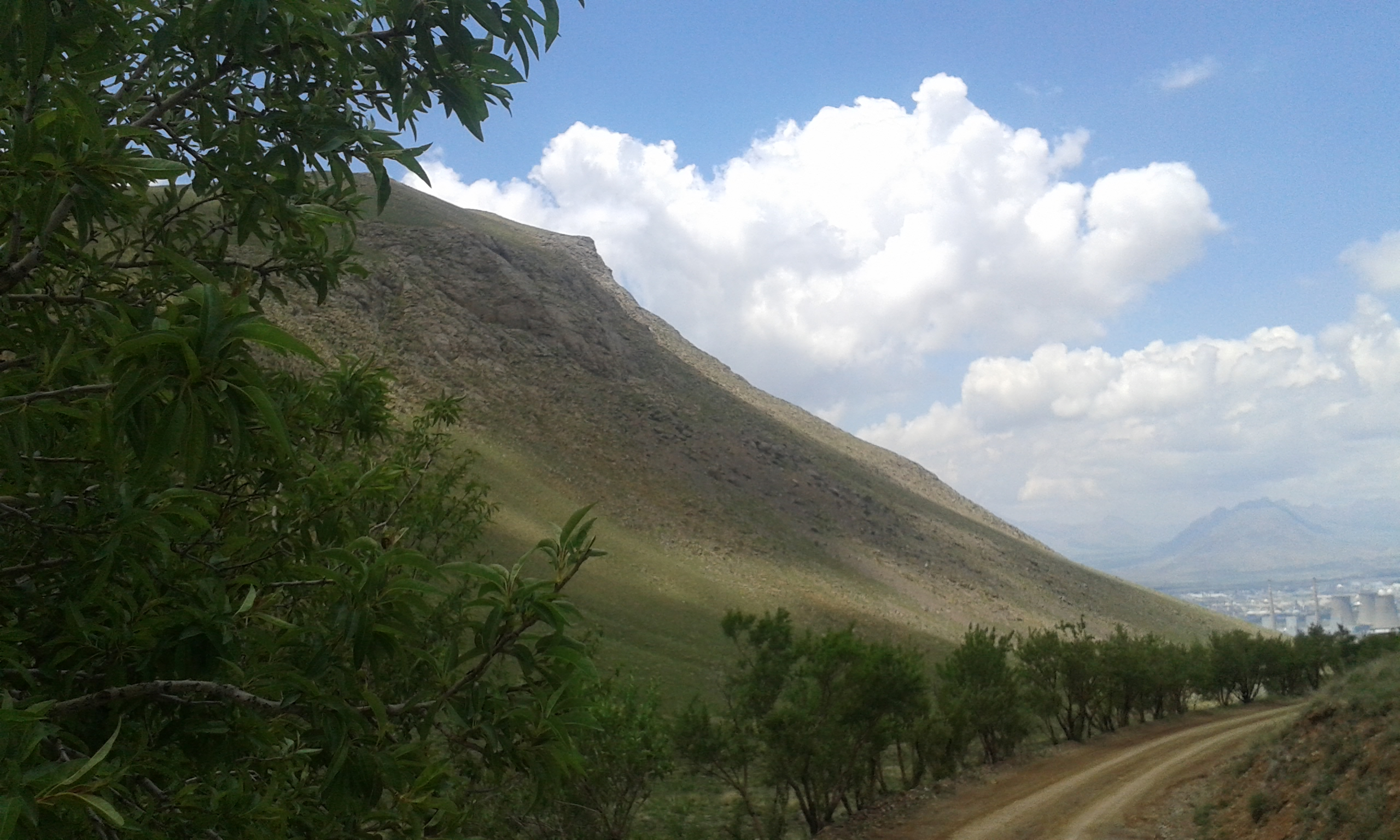
جاده چپقلی

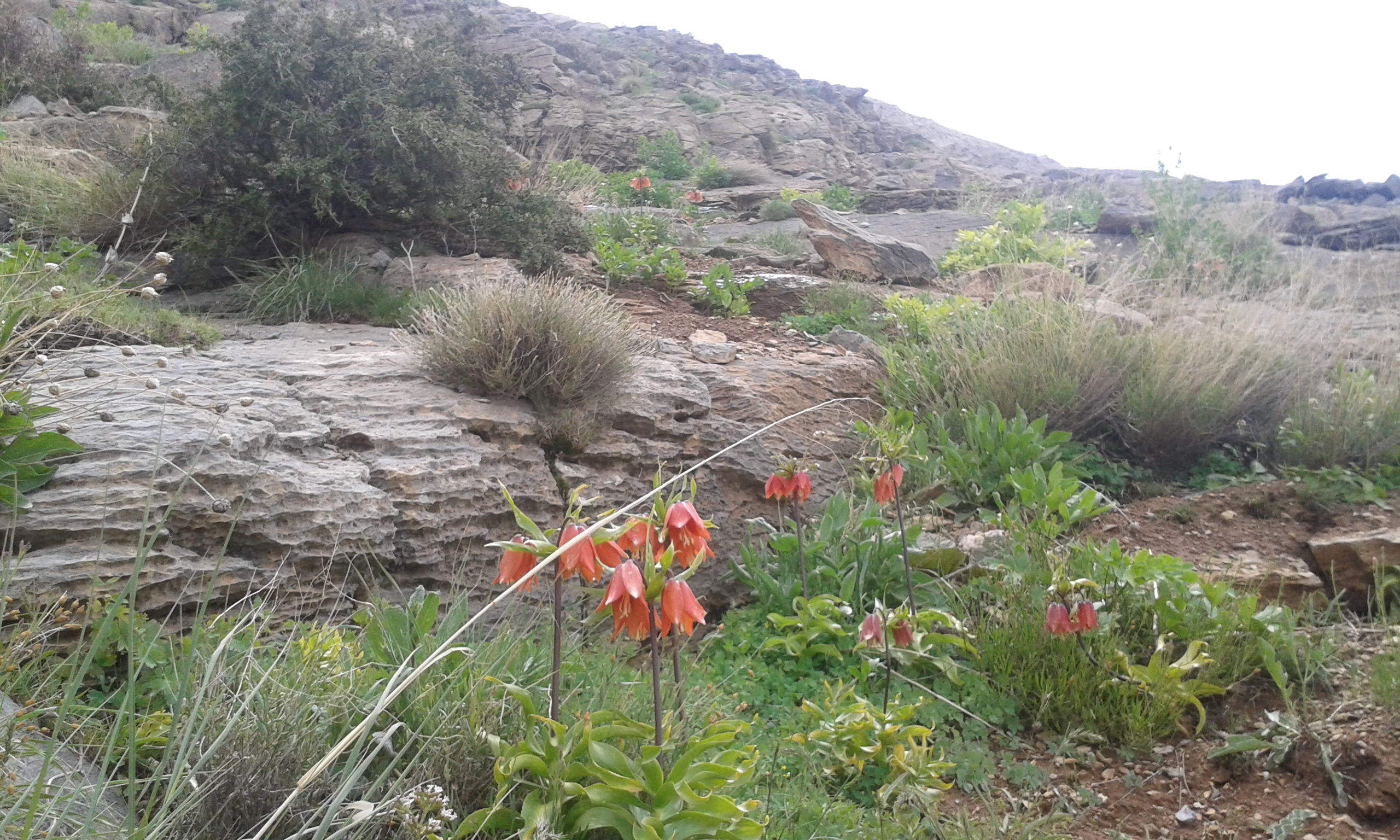
لاله های واژگون

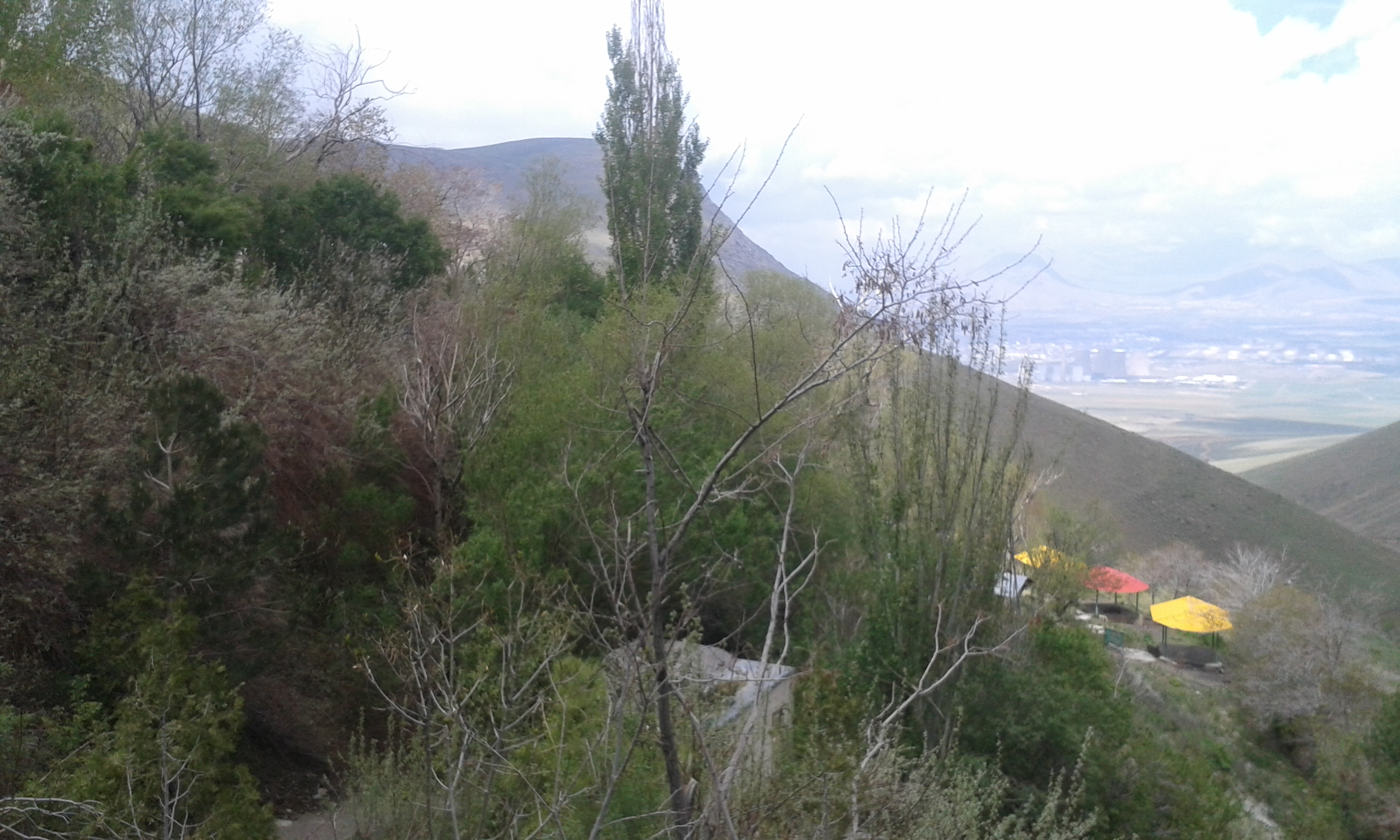
تفرجگاه چپقلی

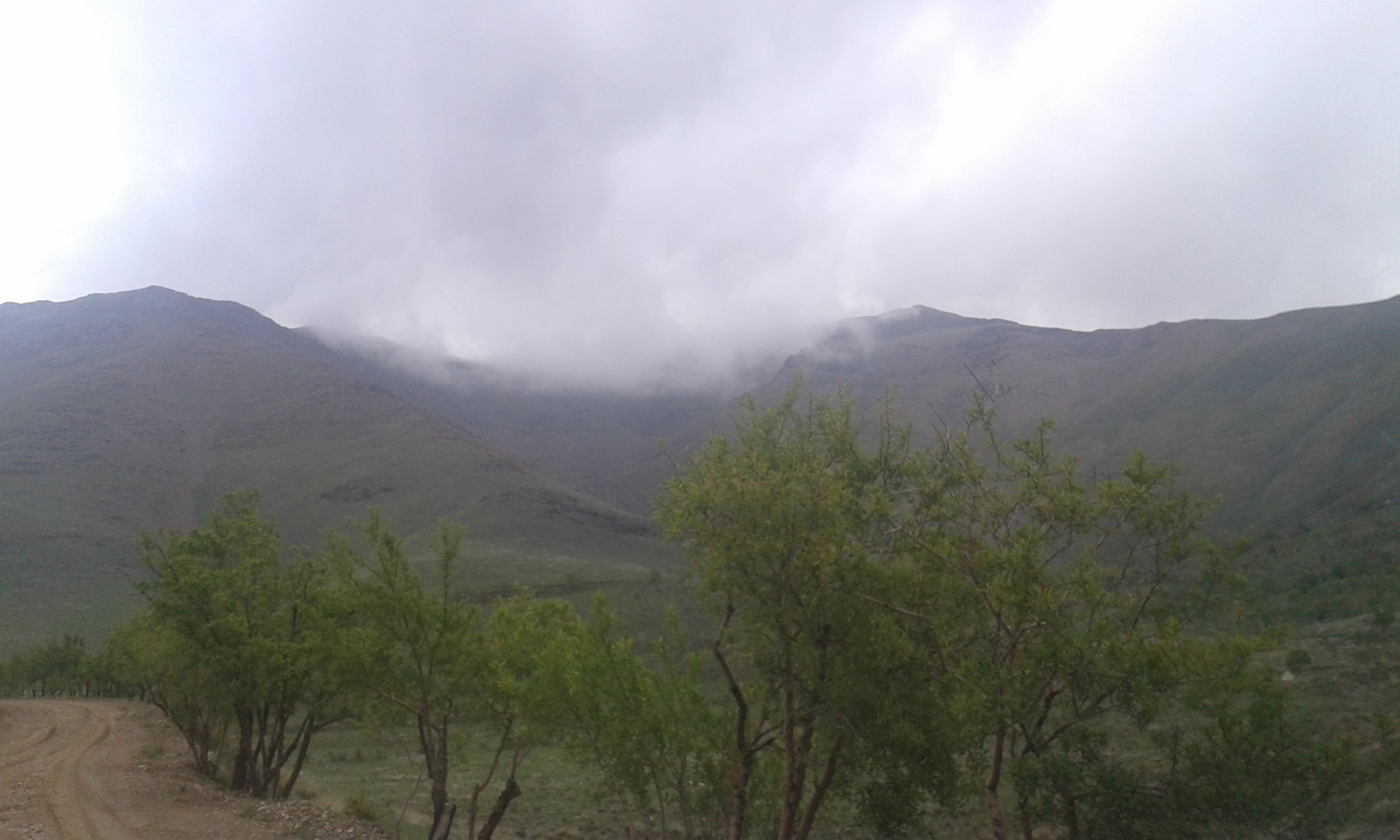
کوه سفیدخانی

## خواص آب
آب چشمه چپقلی از ردیف آبهای بی‌کربناته کلسیک و منیزین آهن دار، فاقد آلودگی میکروبی و از نوع آبهای سردو سبک است که آشامیدن آن اثرات درمانی زیادی دارد. آب این چشمه مدر بوده، ریگ‌ها و شن‌های مجاری ادراری را در خود حل می‌کند. بر اثر آشامیدن این آب، خون میزان قابل توجهی از اسید اوریک خود را از دست می‌دهد و در نتیجه تغذیه در شرایط بهتر انجام می‌شود. نوشیدن این آب، اسیدیته ادرار را به حالت طبیعی رسانده سبب ازدیاد دفع ادرار و مواد زاید کلیه‌ها می‌شود.

## راه‌های دسترسی
برای رفتن به چپقلی، کلانشهر اراک را به سمت شهر توره ترک کرده و پس از طی مسافت ۱۰ کیلومتر به روستای رباط میل می‌رسیم، سپس از زیر گذر رباط میل به سمت دیگر جاده می‌رویم و آنگاه در سمت راست مسیر از زیر پل راه‌آهن گذر کرده و بعد از عبور از وسط باغ‌های رباط میل مستقیم جاده را به سمت کوه ادامه مسیر می‌دهیم تا به چشمه چپقلی برسیم.